# Guettarda andamanica
Guettarda andamanica är en måreväxtart som beskrevs av A.K. Goel och Bishan N. Mehrotra. Guettarda andamanica ingår i släktet Guettarda och familjen måreväxter.
Artens utbredningsområde är Andamanerna. Inga underarter finns listade i Catalogue of Life.